# 도나 와인브렉트
도나 L. 와인브렉트(영어: Donna L. Weinbrecht, 1965년 4월 23일~)는 미국의 전직 프리스타일 스키 선수로 주 종목은 모굴이다. 1992년 동계 올림픽 여자 모굴 금메달을 획득했으며 세계 선수권 대회에서 금메달 1개, 은메달 2개를 획득했다.